# Ravil' Arjapov
Ravil' Velimuchamedovič Arjapov (in russo Равиль Велимухамедович Аряпов?; traslitterazione anglosassone: Ravil Velimukhamedovich Aryapov; Stavropol, 1º febbraio 1948) è un ex calciatore sovietico, di ruolo centrocampista, attuale vice allenatore delle riserve del Kryl'ja Sovetov Samara.

## Carriera

### Club
Ha iniziato la sua carriera nel Trud Togliatti, club di terza serie sovietica
Dal 1967 al 1978 ha giocato nel Kryl'ja Sovetov Samara, raggiungendo 362 presenze e segnando 105 reti, diventando il marcatore più prolifico della storia del Kryl'ja Sovetov Samara.

## Palmarès

### Club
- Pervaja Liga sovietica: 2

Kryl'ja Sovetov Kujbyšev: 1975, 1978